# Weingut Max Müller I

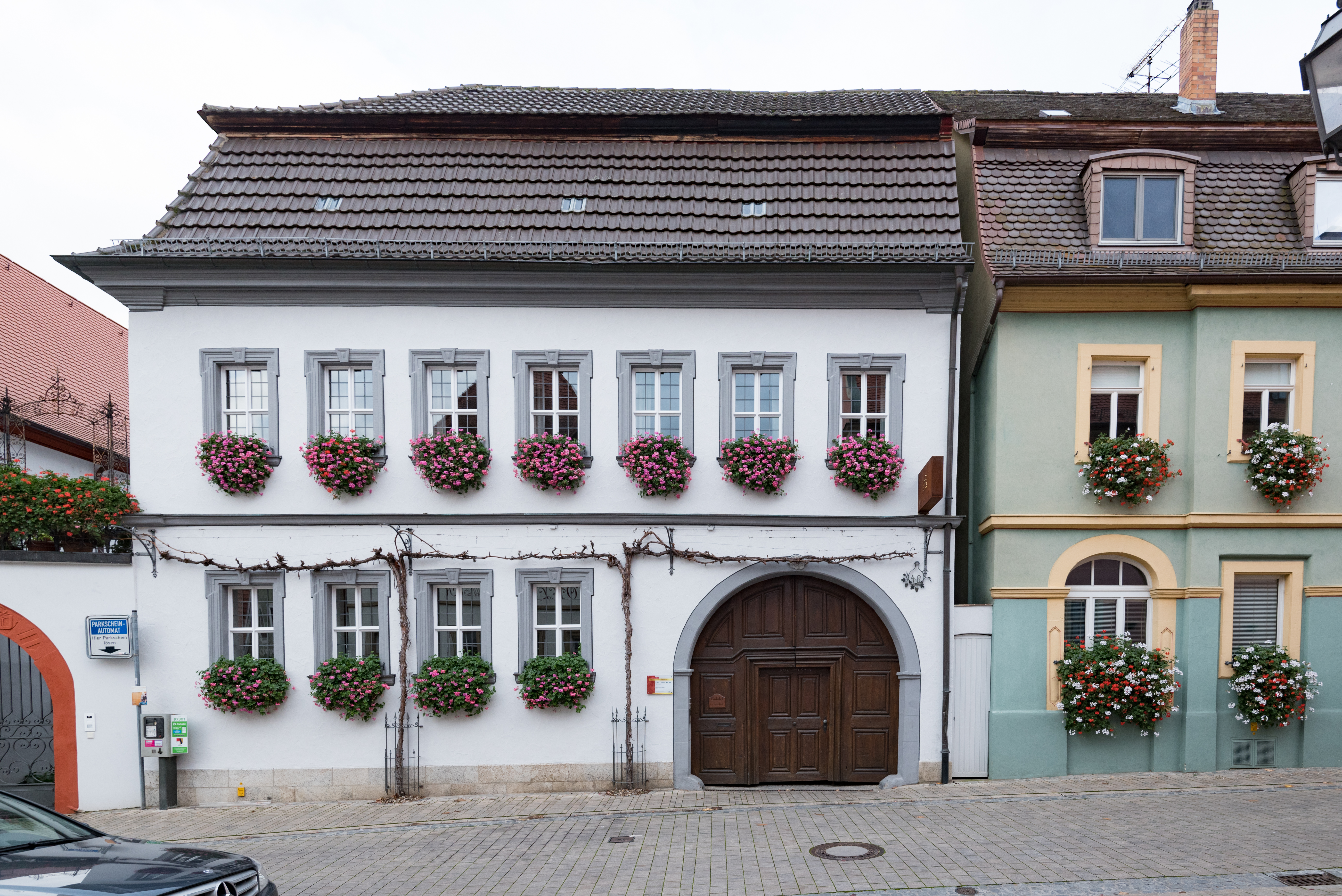
Anwesen Hauptstraße 46

Das Weingut Max Müller I (fälschlicherweise auch Max Müller I.) ist ein mehrfach prämiertes Weingut im Weinbaugebiet Franken. Es befindet sich inmitten der Volkacher Altstadt in den historischen Räumlichkeiten eines barocken Anwesens in der Hauptstraße 46. Daneben ist die Villa Sommerach Teil des Weingutes.

## Geschichte
Das Anwesen in der Volkacher Altstadt, in dem sich heute das Weingut befindet, wird bereits seit dem Ende des 17. Jahrhunderts als Weingut genutzt. Es entstand als erster Barockbau der Stadt im Jahr 1692, zunächst ließ hier das Würzburger Juliusspital Wein bereiten. Das Weingut wechselte in den folgenden Jahrhunderten immer wieder den Besitzer, blieb allerdings immer mit der bürgerlichen Oberschicht Volkachs verbunden. Teile des Hauses waren zugleich auch als Wohnhaus ausgebaut worden.
Im 20. Jahrhundert wechselte das Weingut schließlich den Besitzer. Zunächst begann der Volkacher Max Müller den Weinausbau in angemieteten Räumlichkeiten, die dem Weinhändler Ludwig Schedel gehörten. Erst 1984 gelang es dem Sohn des Max Müller, Michael Müller, das Haus käuflich zu erwerben. Inzwischen wird das Weingut von Christian und Rainer Müller geführt. 2015 erwarb die Familie Müller die sogenannte Villa Sommerach im Volkacher Nachbarort und betreibt seitdem hier eine Vinothek und ein Hotel. Seit dem September 2021 ist das Weingut Mitglied im Verband Deutscher Prädikatsweingüter (VDP).

## Weine und Lagen
Das Weingut bewirtschaftet heute Weinreben auf ca. 21 Hektar (2021). Sie verteilen sich auf insgesamt fünf Lagen, die sich allesamt entlang der Volkacher Mainschleife erstrecken. Darunter sind vom VDP klassifizierte Lagen wie der Volkacher Ratsherr, der Escherndorfer Lump und der Sommeracher Katzenkopf. Das Weingut vermarktet die typischen Sorten des Frankenweins, wie Silvaner (40 %), Weißburgunder (15 %), Riesling (12 %) und Scheurebe (8 %); Stand 2022. Zusätzlich führte man eigene Bezeichnungen für besondere Weine ein. Insbesondere der Ausbau im Holzfass spielt innerhalb des Weinguts eine besondere Rolle.
- Obereisenheimer Höll
- Volkacher Ratsherr
- Astheimer Karthäuser
- Escherndorfer Lump
- Sommeracher Katzenkopf[4]

## Auszeichnungen (Auswahl)
- Eichelmann 2017 4 Sterne
- Eichelmann 2020–2022 4 ½ Sterne[2]
- Gault Millau 3 Trauben